# 依奇珠單抗
依奇珠單抗（英語：Ixekizumab），商品名達癬治（英語：Taltz） ，是治疗斑块状乾癬、乾癬性關節炎和僵直性脊椎炎的皮下注射药物 。对斑块状银屑病，适用于中度至重度疾病。
常见副作用包括呼吸道感染和注射部位疼痛。其他副作用包括可能感染和过敏。不建議於孕期使用，因安全性不明。它是单克隆抗体，结合并阻断介白素17A ，並减轻發炎。
依奇珠單抗於2016年在欧洲和美国取得医疗使用許可 。